# Wesele w Atomicach (opowiadanie)
Wesele w Atomicach – opowiadanie Sławomira Mrożka opublikowane w 1959 roku w zbiorze o tym samym tytule. 
Opowiadnie stało się lekturą szkolną dla szkół podstawowych. Przetłumaczone zostało na języki obce: angielski i niemiecki.
Utwór jest pastiszem wesela Boryny z Chłopów Władysława Reymonta, ale różni się finałem: u Reymonta zabawa jest pogodna, pełna werwy i radości, natomiast u Mrożka nawiązuje do dziennikarskich raportów lat 50. XX wieku z „wiejskiej zabawy”, kończącej się zwykle bójką. Niezwykłość bójki w Atomicach polega na tym, że walczący wykorzystują broń masowej zagłady. Nowa technika, jak się okazuje, wcale nie musi iść w parze z nowoczesnym myśleniem: można pozostać niewolnikiem starego myślenia, dysponując najnowszymi zdobyczami techniki. Postęp techniczny jest więc postępem co najmniej dwuznacznym, przynajmniej w sensie moralnym.
Język opowiadania łączy gwarę wiejską i słownictwo potoczne ze słownictwem naukowym i specjalistycznym.